# Односи Србије и Колумбије
Односи Србије и Колумбије су инострани односи Републике Србије и Републике Колумбије.

## Билатерални односи
Дипломатски односи између Србије(СФРЈ) и Колумбије су успостављени 1966. године.

### Политички односи
Некадашњи МСП В. Јеремић посетио је Колумбију 2010. и 2011. године.

### Економски односи
- Извоз Србије у 2020. износио је 484 хиљаде америчких долара а увоз 12,51 милиона.
- Извоз из наше земље у 2019. вредео је 338 хиљаде УСД, а увоз 12 милиона.
- У 2018. из РС је извезено робе у вредности од 1,76 милиона УСД, а увезено за 14 милиона.[1][2]

### Некадашњи дипломатски представници

#### У Београду
- Алваро де Ангуло, амбасадор
- Маурисио Кодовид, амбасадор
- Дарио Медина, амбасадор
- Бенхамин Зулета, амбасадор
- Есмералда Моралес, амбасадор

#### У Боготи
- Радомир Зечевић, амбасадор, 1988—
- Урош Маркич, амбасадор, 1984—1988.
- Стеван Шоћ, амбасадор, 1980—1984.
- Ладислав Варга, амбасадор, 1975—1980.
- Мирослав Зотовић, амбасадор, 1971—1975.